# Скала (Новосибирская область)
Скала — село в Колыванском районе Новосибирской области. Административный центр Скалинского сельсовета.

## География
Площадь села — 174 гектара.

## Население
| 2002 | 2007  | 2010  |
| ---- | ----- | ----- |
| 1850 | ↗1977 | ↘1773 |

## Инфраструктура
В селе по данным на 2007 год функционируют 1 учреждение здравоохранения и 1 учреждение образования.
Памятник-мемориал был построен в 1977 году. В 2019-2020 памятник реставрировали и достраивали.

## История
Согласно списка населённых пунктов Томской губернии 1859 года  в деревне Скалинская жило 84 мужчины и 93 женщины.